# NGC 6356
NGC 6356 هي مجرة تتبع كوكبة الحواء. اكتشفها ويليام هيرشل في 17 يونيو 1784.

## روابط خارجية
- NGC 6356 على موقع ويكي سكاي: DSS2, SDSS, GALEX, IRAS, Hydrogen α, X-Ray, Astrophoto, Sky Map, Articles and images